# Gebäude des Auswärtigen Amts (Bonn)

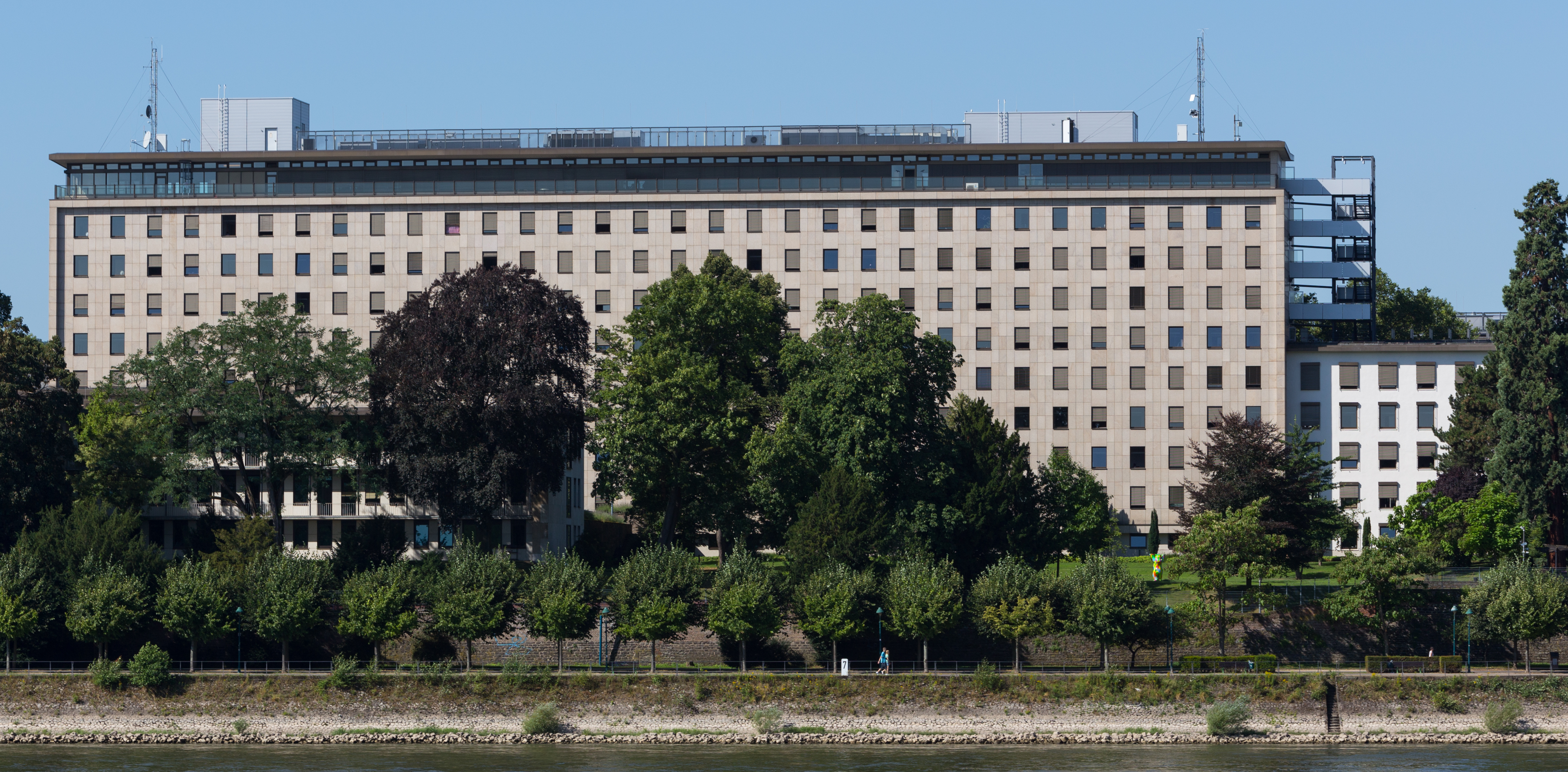
Das Gebäude des Auswärtigen Amts in Bonn, Rheinseite

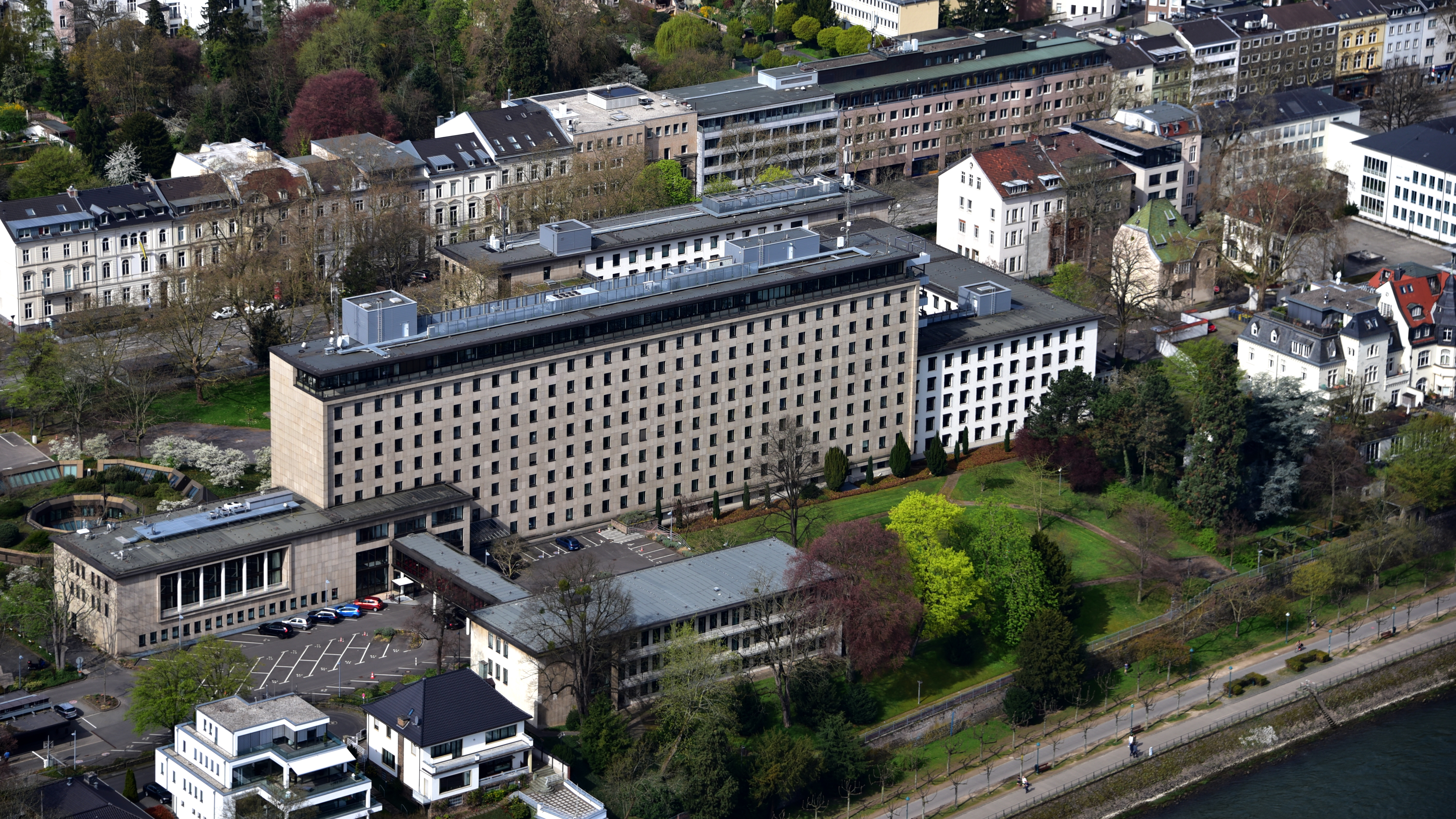
Luftaufnahme

Das Gebäude des Auswärtigen Amtes (offiziell Liegenschaft Adenauerallee Nord) in Bonn war von 1954 bis 1999 Sitz des Auswärtigen Amts und ist seit 1999 zweiter Dienstsitz von Bundesjustizministerium und Auswärtigem Amt. Das 2007 gegründete Bundesamt für Justiz mit seinem Bundeszentralregister ist ebenfalls in der Liegenschaft ansässig. Seit 2022 ist auch das Bundesamt für Auswärtige Angelegenheiten mit der Abteilung Personal sowie der Zentralstelle für das Auslandsschulwesen hier untergebracht. Das Gebäude ist eine Station des Geschichtsrundwegs Weg der Demokratie.

## Lage
Das Areal liegt an der Ostseite der Adenauerallee (Bundesstraße 9) mit der Adresse Adenauerallee 99–103 zwischen der Liegenschaft des Bundesrechnungshofs im Norden und der Tempelstraße (Einfahrt) im Süden unmittelbar westlich des Rheinufers (Wilhelm-Spiritus-Ufer) im äußersten Norden des Ortsteils Gronau und zugleich des Bundesviertels.

## Geschichte
Nachdem Bonn 1949 Regierungssitz der Bundesrepublik Deutschland geworden war, war das 1951 aus der Dienststelle des Bundeskanzleramts für Auswärtige Angelegenheiten hervorgegangene Auswärtige Amt zunächst in der Villa Ingenohl (Hauptsitz) und bis zu 20 weiteren, teils behelfsmäßigen Gebäuden beheimatet – Sprachendienst und Pressereferat in der Adenauerallee 214, der konsularische Dienst in der Villa Dahm. Auch auf dem Grundstück des späteren Neubaus am Nordrand des neuen Parlaments- und Regierungsviertels standen mehrere Häuser und fünf Villen des Auswärtigen Amtes (darunter die Kronprinzenvilla), die von 1950 bis Ende 1951 erworben und schließlich (mit Ausnahme der Villen Bleibtreu, Bungarten, Scheidgen und Schumm) abgerissen wurden.

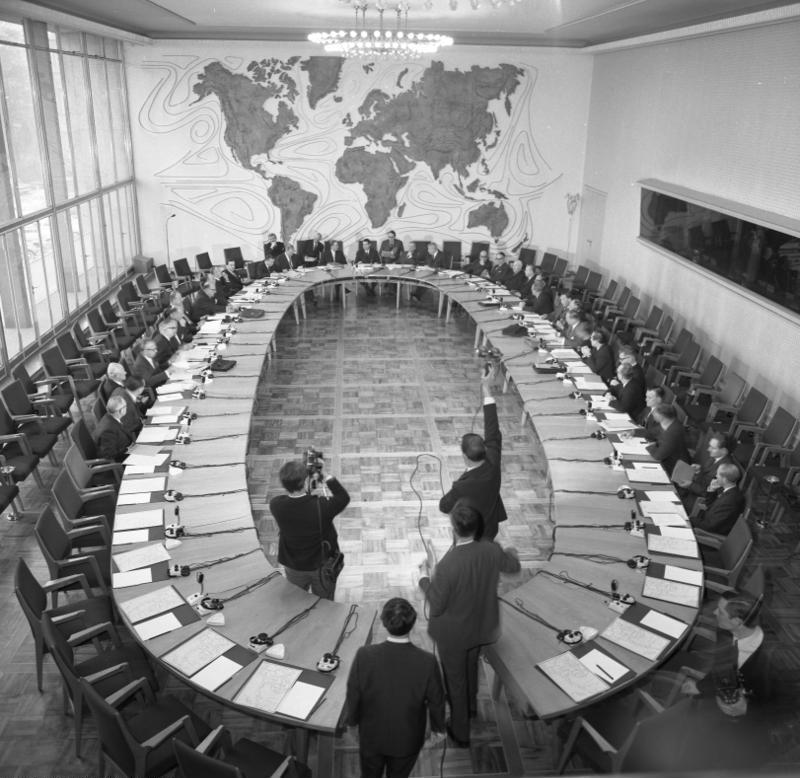
Der Weltsaal (1965)

Der Gebäudekomplex entstand von 1953 bis 1955 unter Leitung der Bundesbaudirektion (BBD) nach einem Entwurf von Hans Freese († 1953), nach dessen Tod die Planung und Ausführung des Projekts von Robert Glatzer für die BBD fertiggestellt wurden. Bereits im Januar 1954 wurden die ersten 69 Räume bezogen. Der neue Sitz des Amtes war einer der ersten Neubauten des Bundes nach der Entscheidung des Deutschen Bundestags für Bonn als vorläufigen Regierungssitz und bei seiner Fertigstellung mit 992 Büroräumen der größte Verwaltungskomplex in Deutschland. Das nördlicher gelegene Postministerium wurde zur selben Zeit errichtet. In den 1980er-Jahren fand eine Fassadensanierung am Hauptbau statt, mit der jedoch die ursprüngliche architektonische Qualität nicht ganz erhalten werden konnte. Eine für Anfang der 1990er-Jahre geplante Generalsanierung wurde nach Mauerfall, Wiedervereinigung und dem Beschluss des Bundestags zur Verlegung des Regierungssitzes nach Berlin zunächst gestoppt. Für die Liegenschaft musste eine neue Nutzung gefunden werden. 1993 wurde noch eine neue teils unterirdische Fernmeldezentrale des Auswärtigen Amtes eröffnet.
Nach Verabschiedung des Berlin/Bonn-Gesetzes konnten die Planungen für die neuen Nutzer der Anlage beginnen. Ein Zweitsitz des Auswärtigen Amts sollte dort belassen werden, in die restlichen Räume der zweite Dienstsitz des Bundesjustizministeriums und das Bundeszentralregister einziehen. Von 2000 bis 2002 wurde die Generalsanierung nachgeholt und die Gebäude nach Plänen des Architekturbüros Walter von Lom im Innern für die neuen Nutzer umgebaut. Im Vordergrund der 47 Mio. Euro kostenden Arbeiten standen bauliche, brandschutztechnische, bauordnungsrechtliche und gebäudetechnische Maßnahmen. Weitere Maßnahmen erfolgten von 2003 bis 2005. 2014 wurde ein Architektenwettbewerb für eine bauliche Erweiterung der Liegenschaft auf zwei Baufeldern durchgeführt, die mit dem Ziel einer Zusammenführung des bisher auch an zwei weiteren Standorten in Bonn beheimateten Bundesamts für Justiz entstehen soll. Zu diesem Zweck ist ein Abbruch der in Bundesbesitz befindlichen Eckgebäude Adenauerallee 91–93 vorgesehen; hingegen soll die Villa Adenauerallee 91a in die Liegenschaft einbezogen werden. Für die Maßnahme ist nach wiederholten Verzögerungen derzeit kein Baubeginn in Aussicht gestellt (Stand: Oktober 2021).
Als denkmalwert gelten neben Teilen der inneren Raumstrukturen der Ministerbau, das Foyer des Haupttreppenhauses und der Weltsaal mit dem Relief einer Weltkarte von Fritz Melis. Zur Liegenschaft des Auswärtigen Amts gehört auch die südlich an der Tempelstraße gelegene Doppelvilla Tempelstraße 1/3. Die Protokollabteilung hatte ihren Sitz zuletzt auf der gegenüberliegenden Straßenseite der B 9 in der Villa Adenauerallee 120/122; weitere Standorte des Auswärtigen Amts waren ab 1976 das „Alte Kanzleramt“ von 1954/55, ab 1987 das auf der gegenüberliegenden Straßenseite neu erbaute Bürogebäude Adenauerallee 86 mit Tunnelverbindung zum Hauptgebäude (heute Bundeszentrale für politische Bildung), ab 1989 das benachbarte vormalige Postministerium und zeitweise das 1960/61 erbaute Haus Axe an der Ecke Adenauerallee/Kaiser-Friedrich-Straße.

## Beschreibung
Der Gebäudekomplex besteht aus acht verbundenen Bauteilen mit zwei bis neun oberirdischen Geschossen und umfasst eine Brutto-Grundfläche von 32.113 Quadratmetern. Dem neungeschossigen Hauptbau („Tausend-Fenster-Haus“) schließen sich südlich ein dreigeschossiger Sitzungssaalbau mit seinem zweigeschossigen Weltsaal, 1977 für größere Presse- und Dolmetscherkabinen umgebaut, und im Norden und Westen vier- bis fünfgeschossige Flügelbauten an. Das Dachgeschoss mit durchgehendem Fensterband nimmt die Kantine mit Platz für 900 Personen auf. Der zweigeschossige und abgetrennte Ministerbau auf der Rheinseite ist mit dem Hochhaus über eine Brücke verbunden. Zur Errichtung der Stahlbetonbauten wurde Ytong-Porenbeton verwendet, für die Fassaden mit ihren schmalen Fenstersprossen eine Vorsatzschale aus Jura-Travertin (nur am Ministerbau erhalten). Der Betonrahmen wurde mit Dolomitplatten verkleidet. Vor dem Sitzungssaalbau befindet sich zur Straße hin die kreisrund in die Erde eingelassene, zwischen 1985 und 1990 erbaute ursprüngliche Fernmeldezentrale mit pyramidalem Oberlicht.

## Kunst am Bau
Im und am Gebäude des Auswärtigen Amts wurden einige Werke bildender Künstler als Kunst am Bau installiert, darunter das in Kupfer und Messing getriebene Relief Riesige Weltkarte (1954) von Fritz Melis an der Kopfwand des für diesen namensgebenden Weltsaals (Sitzungssaal), ebenfalls von Melis aus dem Jahre 1954 eine Mosaikarbeit mit der Darstellung einer Hirschjagd im Kleinen Besprechungssaal, in der Vorhalle des Treppenaufgangs zum Ministerbau eine aus einem Aluminiumrelief und einer Aluminiumplastik bestehende Arbeit von Ferdinand Just aus dem Jahre 1980
sowie als Abschluss des pyramidalen Oberlichts der Fernmeldezentrale die Lichtskulptur Kristallbaum (1990) mit Bergkristallen auf Prismenstelen aus Plexiglas von Mary Bauermeister. Nicht erhalten sind durch spätere Umbauarbeiten an dem Gebäude Arbeiten lokaler Künstler aus dem Jahre 1954, darunter von Yrsa von Leistner, die einen Brunnen und eine Kanzlerbüste schuf, sowie des Siegburger Bildhauers Ulrich Bliese (1917–2008) mit seiner Säulengestaltung im Kasino.